# Gustav Ricker
Gustav Wilhelm August Josef Ricker (* 2. November 1870 in Hadamar (Hessen-Nassau); † 23. September 1948 in Dresden) war ein deutscher Mediziner.

## Leben
Ricker besuchte das Gymnasium in Hanau, an welchem sein Vater Oberlehrer war.
Ab 1889 studierte er Philosophie und Medizin an den Universitäten der Städte Freiburg im Breisgau, München, Bonn und Berlin. Beim Chirurgen Ernst von Bergmann in Berlin wurde er 1893 nach der erfolgreichen Verteidigung seiner Dissertation zum Thema „Vergleichende Untersuchungen über Muskelatrophie“ promoviert. Ricker war dann an Instituten in Zürich, Halle (Saale) und Rostock tätig und genoss eine Ausbildung zum Pathologen. 1897 habilitierte er in Rostock bei Albert Thierfelder (Thema: „Beiträge zur Lehre von den Geschwülsten an der Niere“).
Der der Sozialdemokratie nahestehende und katholische Ricker wurde wohl wegen seiner Bekenntnisse nicht Nachfolger von Thierfelder. Er nahm daher zum 1. Juni 1906 die Stelle als Leiter der Pathologie der städtischen Krankenhäuser Altstadt und Sudenburg der Stadt Magdeburg an. Er setzte sich hier für die Bildung einer medizinischen Akademie ein. Die Position als Leiter der Pathologischen Anstalt hat Ricker bis 1933 inne, bis er nach der Machtergreifung der Nationalsozialisten vorzeitig pensioniert wurde. Ricker arbeitete daher dann als Privatgelehrter in Berlin und Dresden. Die Gesellschaft der Ärzte in Wien wählte ihn 1937 zum korrespondierenden Mitglied.
Ricker erkrankte an einer Gefäßkrankheit, die er sich bei Experimenten mit radioaktivem Mesothorium in Magdeburg zugezogen hatte und litt an einer neurologischen Krankheit und Diabetes mellitus.

## Lehre
Ricker entwickelte das Konzept der „Relationspathologie“, mit welchem er die enge Sicht der von Rudolf Virchow begründeten Zellularpathologie aufbrechen wollte. Die Ursache krankhafter Prozesse sah er in einem Nervenvorgang und nicht in einem Zellvorgang. Ricker zielte darauf ab, die Pathologie von der reinen medizinischen Zweckmäßigkeit zu befreien und den Menschen als physisch-psychische Einheit zu sehen.
Ricker gilt, obwohl er Kongresse mied, als einer der bedeutendsten Pathologen seiner Zeit.

## Ehrung

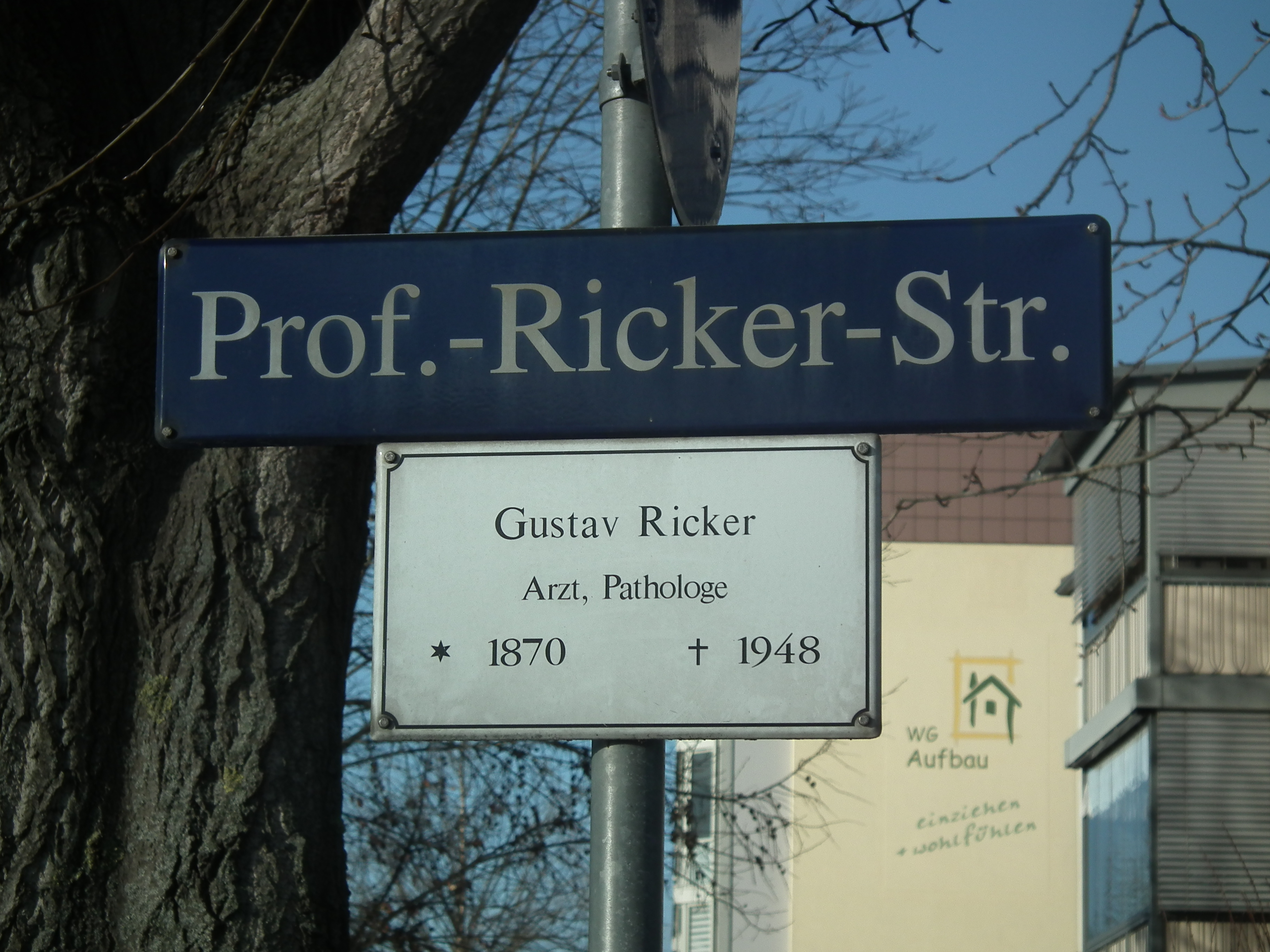
Gustav-Ricker-Straße in Dresden

Die Stadt Magdeburg benannte ihm zu Ehren eine in der Nähe seiner Wirkungsstätte gelegene Straße (Gustav-Ricker-Straße). Auch Dresden erhielt eine Prof.-Ricker-Straße.
Das Gustav-Ricker-Krankenhaus Magdeburg waren die Kliniken des Krankenhauses Sudenburg an der Leipziger Straße. Mit der Bildung der Volluniversität wurde der Name nicht fortgeführt.

## Veröffentlichungen (Auswahl)
- Entwurf einer Relationspathologie. 1905.
- Grundlinien einer Logik der Physiologie als reiner Naturwissenschaft. 1912.
- Pathologie als Naturwiss. – Relationspathologie – Für Pathologen, Physiologen, Mediziner und Biologen. 1924.
- Sklerose und Hypertonie der invertierten Arterien. 1927.Digitalisat Dniproer Polytechnikum
- Wissenschaftstheoretische Aufsätze für Ärzte. 1936.
- Relation der Tropaik. In: Allgemeine pathologische Schriftenreihe. 1943, Heft 5.